# Ouled Djellal
Ouled Djellal (em árabe: أولاد جلال) é uma cidade e comuna localizada na província de Biskra, Argélia. Segundo o censo de 2008, a população total da cidade era de 63 237 habitantes.